# Кос (остров)
Вижте пояснителната страница за други значения на Кос.
Кос (на гръцки: Κως) е гръцки остров в югоизточната част на Егейско море, в непосредствена близост до турския бряг на Мала Азия, в района на курорта Бодрум. Влиза в състава на групата острови Додеканези. 

## География
Остров Кос се простира от югозапад на североизток на протежение около 40 km, ширина до 10 km и обща площ от 290 km. На североизток тесен (5,3 km) проток го отдела от турския полуостров Бодрум, а на югоизток широк 14 km проток от турския полеостров Решадие. На 11 km на север е разположен остров Калимнос, а между тях малките острови Псеримос и Плати. На юг от Кос са островитеЯли и Нисирос. Бреговата линия е слабо разчленена. Преобладават малките хълмисти равнини и плата, а на изток се издига нискат планина Диксос (845 m). Преобладава средиземноморската храстова растителност. Развива се субтропично земеделие. Главен град е Кос, разположен на североизточния бряг. Островът има златисти пясъчни плажове. През зимата може да се види фламинго. През лятото на северното му крайбрежие снасят яйца морските костенурки карета, а на южния бряг живеят средиземноморски тюлени. Островът е крупен туристически център.

## Митове
Както и много други острови от гръцките архипелази, Кос също се споменава в древногръцките митове. Един от тях е свързан с Херакъл.
Когато Херакъл се връщал след Троянската война, жената на Зевс, Хера, която го ненавиждала, създала страшна буря, искайки да потопи кораба му. За да не му се притече на помощ баща му Зевс, тя уговорила бога на съня Хипнос да го приспи. Бурята изтласкала кораба към остров Кос. Жителите на Кос решили, че това е пиратски кораб и започнали да мятат камъни по него, за да не му позволят да акостира на брега. През нощта Херакъл се добрал до острова, убил царя му и унищожил всичко, което могъл. След като Зевс се събудил и разбрал какво е направила Хера, я провесил между небето и земята, привързвайки към краката ѝ тежки наковални.

## История
Островът първоначално бил заселен от карийци. През XI век пр.н.е. островът е превзет от дорийците. Дорийците образуват заедно с Родос, Книдос и Халикарнас федерацията от шест града – Дорийски хексаполис. Островът на 2 пъти се освобождавал от персите.
Той е известен с голямото светилище на Асклепий и свързаната с него медицинска школа. Смята се, че на Кос е роден и лекарят Хипократ.
През Средновековието отначало попада под влияние на Венецианската република, а след това те го предават на Малтийския орден.
Османската империя управлява Кос в течение на 400 години, докато през 1912 г. островът не попада под влияние на Италия.
По време на Втората световна война, островът е окупиран от Германия до 1945 г.
След войната островът попада под протектората на Великобритания, която го предава през 1947 на Гърция.
В историята на острова има 4 силни земетресения: през 142, 469, 554 и 1933 г.